# Savinac (Boljevac)
Pour les articles homonymes, voir Savinac.
Savinac (en serbe cyrillique : Савинац) est un village de Serbie situé dans la municipalité de Boljevac, district de Zaječar. Au recensement de 2011, il comptait 287 habitants.

## Démographie
| 1948 | 1953 | 1961 | 1971 | 1981 | 1991 | 2002 | 2011 |
| ---- | ---- | ---- | ---- | ---- | ---- | ---- | ---- |
| 624  | 572  | 618  | 588  | 526  | 501  | 365  | 287  |

|  |